# Otiothops helena
Otiothops helena is een spinnensoort uit de familie Palpimanidae. De soort komt voor in Brazilië.